# Lufttransport (Fluggesellschaft)
Lufttransport ist eine norwegische Fluggesellschaft mit Sitz in Tromsø und Basis auf dem Flughafen Tromsø.

## Geschichte
Lufttransport wurde im Jahr 1955 gegründet. Im Jahr 1995 fusionierte sie unter Beibehaltung ihres Namens mit der ebenfalls 1955 gegründeten Mørefly. Nach etlichen Eigentümerwechseln ist Lufttransport seit Oktober 2008 zu 100 % im Besitz der Knut Axel Ugland Holding.
Seit 2002 wird von Bergen aus im Auftrag der Küstenverwaltung mit Agusta A109E der Transport von Lotsen auf Schiffe durchgeführt.
Von den rund 220 Mitarbeitern sind 150 festangestellte Piloten. Die Wartung aller Flugzeuge und Hubschrauber wird in Eigenregie durchgeführt.

## Dienstleistungen
Lufttransport führt Luftrettung, Charter- und Linienflüge, Küstenüberwachung und Flüge im Such- und Rettungsdienst von Spitzbergen aus durch.

## Flotte

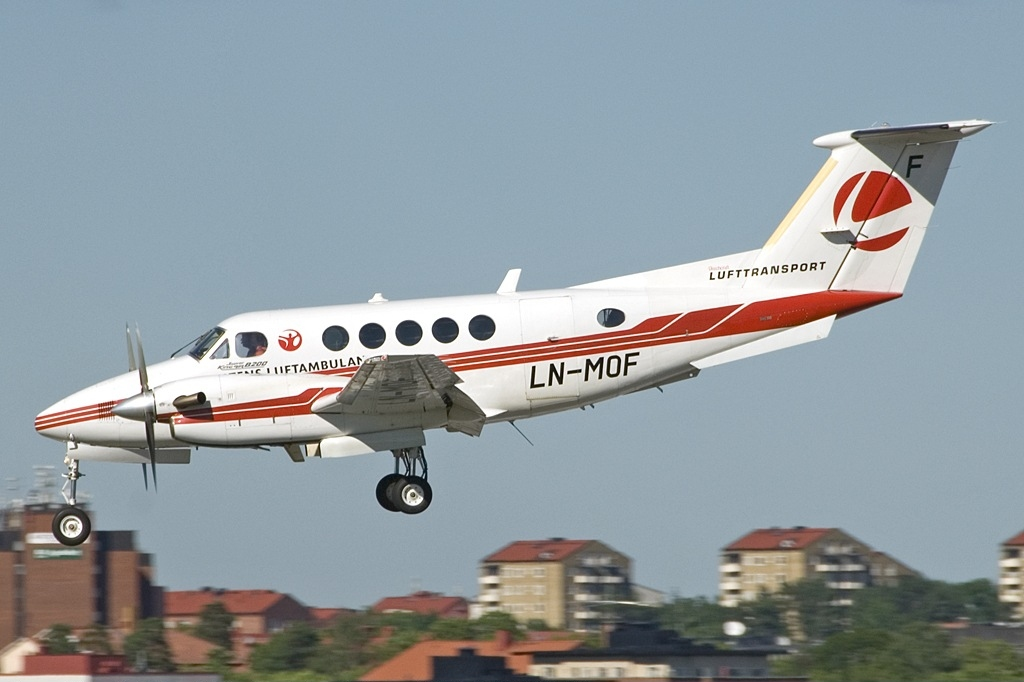
Beechcraft Super King Air B200 der Lufttransport

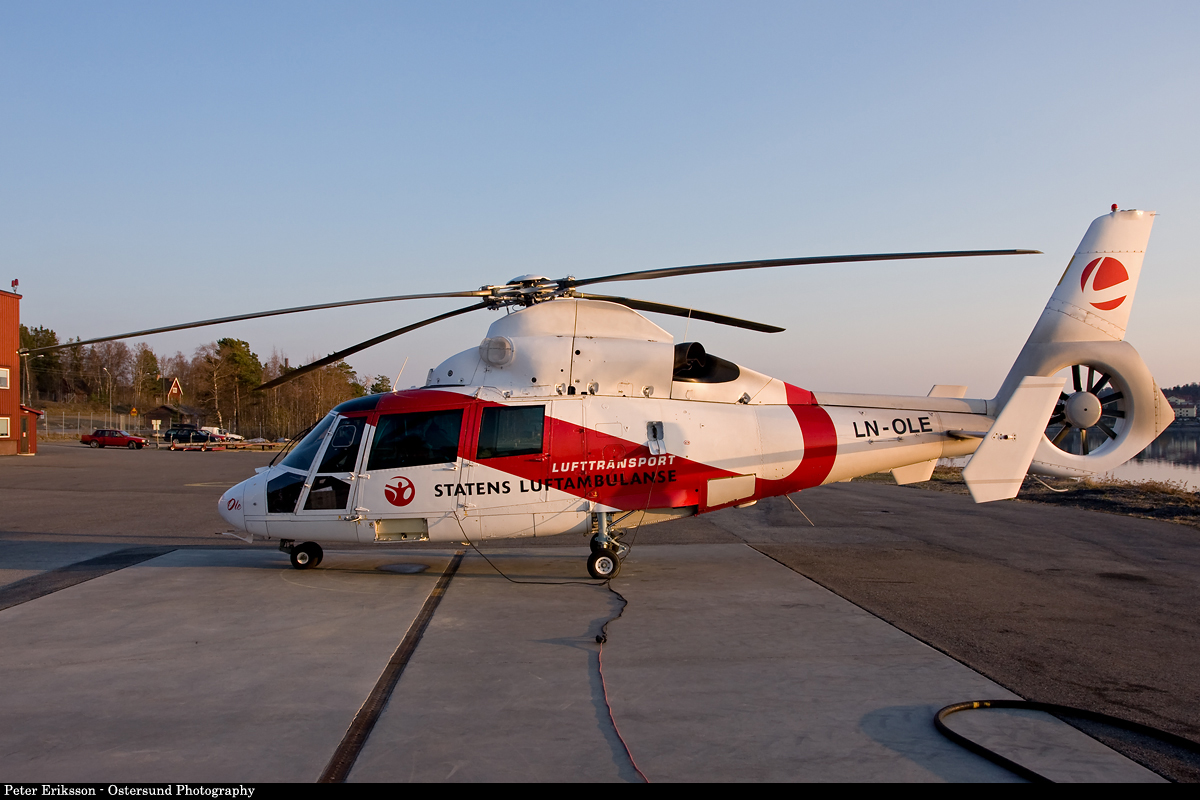
Eurocopter AS 365 N2 der Lufttransport

### Aktuelle Flotte
Mit Stand Juni 2017 besteht die Flotte der Lufttransport aus 17 Luftfahrzeugen:
| Flugzeugtyp                      | Anzahl    | bestellt  | Anmerkungen |
| Flugzeuge                        | Flugzeuge | Flugzeuge | Flugzeuge   |
| -------------------------------- | --------- | --------- | ----------- |
| Beechcraft (Super) King Air B200 | 07        |           |             |
| Dornier 228-202K                 | 01        |           |             |
| Hubschrauber                     |           |           |             |
| AgustaWestland AW109E Power      | 02        |           |             |
| AgustaWestland AB139             | 01        |           |             |
| AgustaWestland AW139             | 04        |           |             |
| Eurocopter AS 365 N              | 01        |           |             |
| Eurocopter AS 365 N3             | 01        |           |             |
| Gesamt                           | 17        | –         |             |

### Ehemalige Flugzeugtypen
In der Vergangenheit betrieb Lufttransport unter anderem folgende Flugzeug- und Hubschraubertypen:
- Aérospatiale AS 332L
- Aérospatiale AS 350
- Aérospatiale SA-315
- Bell 205
- Bell 206
- Bell 212
- Bell 214
- Cessna 185
- Piaggio P.149
- Partenavia AP.68TP Spartacus